# السحر في الخيال

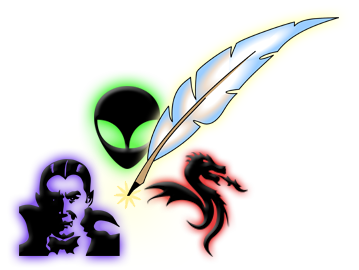
خيال تأملي

السحر في الخيال هو هبة الشخصيات أو الأشياء في الأعمال الخيالية أو الخيالية مع قوى لا تحدث بشكل طبيعي في العالم الحقيقي، غالبًا ما يكون السحر بمثابة جهاز مؤامرة ولطالما كان مكونًا من مكونات الخيال منذ اختراع الكتابة.

## المعتقدات التاريخية
تاريخيًا كانت السحرة مثل الأخوات الغريبات في مسرحية ماكبث لوليام شكسبير أو السحرة مثل شخصية بروسبيرو في مسرحية العاصفة أو شخصيات مثل الدكتور فوستوس في مسرحية كريستوفر مارلو التي تحمل الاسم نفسه وتعتبر مبنية على أحداث حقيقية إلى حدٍ ما. يميل المؤلفون المعاصرون إلى التعامل مع السحر كفكرة خيالية ويختارون بناء عوالمهم بلوحة فارغة حيث لا تحمل قوانين الواقع نفس القدر من الوزن.

## وظيفة
يمكن أن يساعد السحر في تعزيز الحبكة في إطار العمل الخيالي وغالبًا ما يوفر القوة للأبطال أو لخصومهم، كما غالبًا ما يتجلى استخدام السحر في تحول شخصية إن لم يكن في تحول العالم الخيالي.
من أجل أن يؤدي السحر وظائفه فإنه عادةً ما يأتي بسعر يساوي قيمته، قد يتضمن السحر الخيالي أو لا يتضمن نظامًا سحريًا مفصلًا ولكن ليس من غير المألوف أن يحذف المؤلفون تفاصيل أو تفسيرات لبعض القيود ظاهريًا لأغراض السرعة أو لأغراض أخرى؛ في هذه الحالات من الممكن أن يكون السحر بمثابة راحة للمؤلف أكثر من كونه أداة للشخصية. في أي نظام سحري خيالي تقريبًا تكون القدرة السحرية محدودة ويمكن أن تضيف القيود صراعًا إلى القصة وتمنع الشخصيات من أن تصبح قوية تمامًا مع السحر، على الرغم من أن الشخصيات ذات القوة غير المحدودة (مثل الآلهة أو الكائنات المتسامية) لم يسمع بها أحد في الخيال. يستخدم كتاب الخيال مجموعة متنوعة من التقنيات للحد من السحر في قصصهم مثل الحد من عدد التعاويذ التي تلقيها الشخصية أو قد تلقيها قبل الحاجة إلى الراحة أو قصر سحر الشخصية على استخدام كائن معين أو قصر السحر على استخدام مواد نادرة معينة أو تقييد السحر الذي يمكن أن تستخدمه الشخصية من خلال عواقبه السلبية. تتميز بعض الأعمال بسحر يتم إجراؤه من خلال استخدام كلمات أو تعويذات معينة لإلقاء التعاويذ، بينما تستخدم العديد من الأعمال هذه الطريقة دون تقديم تفسير لها ويقدم البعض الآخر تفسيرًا. 
إن السحر الصلب هو نظام سحري له قواعد وأنظمة محددة وعادةً ما يكون النظام السحري الناعم أكثر غموضًا وغير محدد مع جانب غامض له.

## اكتساب
يقدم المؤلفون السحر في قصصهم وشخصياتهم بطرق مختلفة بالرغم من وجود تباين كبير في كيفية حدوث السحر تلقائيًا ومدى صعوبة استخدامه وكيفية تنفيذ إرشادات السحر إلا أنه يوجد عددًا قليلاً من الطرق لإدخال السحر الموجود في العديد من الأعمال الخيالية، حيث يصور الكتاب السحر على أنه موهبة فطرية تعادل على سبيل المثال اللعب المثالي، قد يتم اكتساب السحر أيضًا من خلال اتفاق مع شيطان أو مع أرواح أخرى وهي خاصية شائعة في الفولكلور.

### عناصر
المقال الرئيسي: عنصر سحري
في بعض الأعمال مثل القصص الخيالية وتمنح العناصر السحرية الشخصيات الرئيسية قوى سحرية أو تمتلك قوى سحرية بأنفسها، غالبًا ما يستخدمها الكتاب كأجهزة حبكة أو ماكغافن لدفع حبكة القصة.
غالبًا ما تظهر الصولجانات والعصي في الأعمال الخيالية في أيدي السحرة، وضعت القصص الخيالية الإيطالية العصي في أيدي الجنيات القوية في أواخر العصور الوسطى.
قد تمارس الطلاسم مثل الحلقات أو التمائم تأثيرًا سحريًا، كما أثبتت الأحذية ذات السبع دوريات والعباءات الخفية شعبيتهم أيضًا.